# Акт про цифрові послуги
Акт про цифрові́ послу́ги (АЦП; англ. Digital Services Act, DSA) — нормативно-правовий акт Європейського Союзу, прийнятий у 2022 році, який стосується незаконного контенту, прозорої реклами та дезінформації. Він оновлює Директиву про електронну торгівлю 2000 року і був запропонований разом із Актом про цифрові ринки (DMA).
DSA застосовується до онлайн-платформ і посередників, таких як соціальні мережі, торгові майданчики та крамниці застосунків. Основні вимоги включають розкриття регуляторам того, як працюють їхні алгоритми, надання користувачам пояснень щодо рішень модерації вмісту та впровадження суворішого контролю над цільовою рекламою. Він також накладає спеціальні правила на «дуже великі» онлайн-платформи та пошукові системи (ті, що мають понад 45 мільйонів активних користувачів на місяць у Європейському Союзі).

## Мета
Урсула фон дер Ляєн запропонувала «новий акт про цифрові послуги» під час своєї кандидатури на пост президентки Європейської комісії в 2019 році.
Вираженою метою DSA є оновлення правової бази Європейського Союзу щодо незаконного контенту на посередниках, зокрема шляхом модернізації Директиву про електронну торгівлю 2000 року. Роблячи це, DSA має на меті гармонізувати різні національні закони в Європейському Союзі, які виникли для боротьби з незаконним контентом на національному рівні. Найпомітнішим серед цих законів є німецький NetzDG і подібні закони в Австрії (Kommunikationsplattformen-Gesetz) і Франції (Loi Avia). З прийняттям Акту про цифрові послуги на європейському рівні ці національні закони довелося вносити поправки.
Насправді це означатиме нове законодавство щодо незаконного контенту, прозорої реклами та дезінформації.

## Нові зобов'язання платформних компаній
DSA має на меті «регулювати практику модерації контенту на платформах соціальних мереж» і боротися з незаконним контентом. Він організований у п’ять розділів, з найважливішими розділами, які регулюють звільнення від відповідальности посередників (розділ 2), зобов’язання посередників (розділ 3), а також рамки співпраці та правозастосування між Європейською комісією та національними органами влади (розділ 4).
DSA зберігає чинне правило, згідно з яким компанії, які розміщують чужі дані, несуть відповідальність, якщо їм повідомляється, що ці дані є незаконними. Це так зване «умовне звільнення від відповідальности» принципово відрізняється від широких імунітетів, наданих посередникам відповідно до еквівалентного правила («Розділ 230 CDA») у Сполучених Штатах.
DSA застосовується до постачальників посередницьких послуг, які пропонують свої послуги користувачам із Європейського Союзу, незалежно від того, чи зареєстрований постачальник посередницьких послуг у Європейському Союзі.
На додаток до звільнення від відповідальности, DSA запровадить широкий набір нових зобов’язань щодо платформ, зокрема, спрямовані на розкриття регуляторним органам, як працюють їхні алгоритми, тоді як інші зобов’язання створять прозорість щодо того, як приймаються рішення про видалення вмісту та на шляху рекламодавців до цільових користувачів. Європейський центр алгоритмічної прозорости був створений, щоб допомогти забезпечити це.
У статті Time за грудень 2020 року говориться, що хоча багато його положень застосовуються лише до платформ, які мають понад 45 мільйонів користувачів у Європейському Союзі, акт може мати наслідки за межами Європи. Платформи, включаючи Facebook, Twitter, TikTok і дочірню компанію Google YouTube, відповідатимуть цьому порогу та підлягатимуть новим зобов’язанням.
Internet Policy Review від 16 листопада 2021 року перерахував деякі нові зобов’язання, зокрема обов’язкові вимоги «повідомлення та дії», наприклад, дотримання основних прав, обов’язкове відшкодування за рішення про видалення вмісту, а також комплексне управління ризиками та систему авдиту.
Компанії, які не дотримуються нових зобов’язань, ризикують отримати штраф у розмірі до 6% від їх глобального річного обороту. Крім того, Європейська комісія може застосовувати періодичні штрафи в розмірі до 5% від середньодобового обороту в усьому світі за кожен день затримки у дотриманні засобів правового захисту, тимчасових заходів і зобов’язань. Як крайній захід, якщо порушення продовжується та завдає серйозної шкоди користувачам і тягне за собою кримінальні правопорушення, пов’язані з загрозою життю чи безпеці осіб, Європейська комісія може вимагати тимчасового призупинення діяльности платформи.

## Великі онлайн-платформи
23 квітня 2023 року Європейська комісія опублікувала перший список із 19 онлайн-платформ, які повинні відповідати вимогам, починаючи з 25 серпня 2023 року. Вони включають наступні дуже великі онлайн-платформи (VLOP) із понад 45 мільйонами активних користувачів у Європейському Союзі станом на 17 лютого 2023 року.
- Alibaba AliExpress
- Amazon Store
- Apple AppStore
- Booking.com
- Facebook
- Google Play
- Google Maps
- Google Shopping[en]
- Instagram
- LinkedIn
- Pinterest
- PornHub (додано 20 грудня 2023)
- Shein (додано 26 квітня 2024)
- Snapchat
- Stripchat[en] (додано 20 грудня 2023)
- Temu (додано 31 травня 2024)
- TikTok
- Вікіпедія
- X (раніше Twitter)
- XNXX (додано 10 липня 2024)
- XVideos (додано 20 грудня 2023)
- YouTube
- Zalando

Дуже великі онлайн-пошукові системи (VLOSE):
- Bing
- Google Search

Amazon і Zalando подали позов до Загального Суду, стверджуючи про нерівне ставлення порівняно з іншими великими роздрібними торговцями, а також про те, що їхня основна бізнес-модель полягає в тому, що роздрібна торгівля не розповсюджує контент/продукти третіх сторін. Zalando стверджував, що критеріям і методології бракує прозорости, наприклад, у тому, як вони підраховують активних користувачів, тоді як Amazon заявив, що правила VLOP є непропорційними для її бізнес-моделі, і попросив звільнити їх від прозорости щодо цільової реклами.
Станом на грудень 2023 року 13 VLOP отримали запити на інформацію (RFI), процедуру, необхідну для перевірки відповідности DSA, і один піддається офіційному розгляду. 20 грудня 2023 року було додано ще 3 платформи, усі з яких надають вміст для дорослих.

## Законодавча історія
Європейська комісія подала DSA разом із Актом про цифрові ринки (DMA) до Європейського парламенту та Ради Європейського Союзу 15 грудня 2020 року. DSA підготували члени Комісії фон дер Ляєн Марґрете Вестаґер (виконавча віцепрезидентка Європейської комісії з питань «Європа, придатна для цифрової епохи») і Тьєррі Бретон (європейський комісар з питань внутрішнього ринку).
Акт про цифрові послуги значною мірою ґрунтується на необов’язковій рекомендації Комісії № 2018/314 від 1 березня 2018 року, коли йдеться про незаконний контент на платформах. Однак він йде далі у розгляді таких тем, як дезінформація та інші ризики, особливо від дуже великих онлайн-платформах. У рамках підготовчого етапу Європейська комісія розпочала публічні консультації щодо пакету для збору доказів у період з липня по вересень 2020 року. Оцінка впливу була опублікована разом із пропозицією 15 грудня 2020 року з відповідною доказовою базою.
Європейський парламент призначив данську соціал-демократку Крістель Шалдемозе доповідачкою Акту про цифрові послуги. 20 січня 2022 року Європейський парламент проголосував за внесення змін до DSA щодо реклами без відстеження та заборони використання даних неповнолітніх для таргетованої реклами, а також за нове право користувачів вимагати відшкодування збитків. Після витіку файлів Facebook і слухань інформаторки Facebook Френсіс Гауґен у Європейському парламенті, Європейський парламент посилив правила боротьби з дезінформацією та шкідливим контентом, а також посилив вимоги до авдиту.
Рада Європейського Союзу ухвалила свою позицію щодо акту 25 листопада 2021 року. Найважливіші зміни, запроваджені державами-членами, полягають у тому, щоб доручити Європейській комісії контроль за дотриманням нових правил після звинувачень і скарг про те, що Ірландська служба захисту даних не ефективно контролює правила блоку щодо захисту даних щодо компаній-платформ.
6 квітня 2022 року Європейський парламент офіційно схвалив Акт про управління даними (DGA). Він встановлив правову основу для спільного простору даних у Європі, що збільшить обмін даними в таких секторах, як фінанси, охорона здоров’я та навколишнє середовище.
Оскільки Російська Федерація використовувала платформи соціальних медіа для поширення дезінформації про повномасштабне російське вторгнення в Україну в 2022 році, європейські політики відчули більшу необхідність у законодавстві, щоб забезпечити прозорість і належне регулювання основних технологічних платформ, повідомляє The Washington Post. 22 квітня 2022 року Рада Європейського Союзу та Європейський парламент досягли угоди щодо Акту про цифрові послуги в Брюсселі після шістнадцятигодинних переговорів. Як повідомляє The Washington Post, угода, досягнута в Брюсселі, зміцнює план, що складається з двох проєктів регламентів  —  Акту про цифрові послуги та Акту про цифрові ринки, актів, що регулюють конкуренцію. Останній спрямований на те, щоб запобігти зловживанню владою проти менших конкурентів з боку більших «брамників» (ґейткіперів).
5 липня 2022 року Європейський парламент схвалив DSA і DMA. Після цього 4 жовтня 2022 року Європейська Рада остаточно схвалила DSA. DSA було прийнято 19 жовтня 2022 року та опубліковано в Офіційному віснику Європейського Союзу 27 жовтня 2022 року. Він набрав чинности 16 листопада 2022 року. Більшості онлайн-платформ було надано 15 місяців для виконання його положень (до 17 лютого 2024). Однак «дуже великі» онлайн-платформи та пошукові системи після визначення їх як таких мали лише чотири місяці, щоб виконати вимоги (до 23 серпня 2023 року).

### Вплив Європейського суду з прав людини
DSA було прийнято разом із Актом про цифрові ринки та Планом дій щодо демократії. Остання з них зосереджена на розгляді нюансів правового тлумачення свободи слова на цифрових платформах, фундаментального права, яким широко керувалися Європейський суд з прав людини (ЄСПЛ) і Європейська конвенція з прав людини. Відповідно, на План дій щодо демократії, а згодом і на DSA, суттєво вплинули справи ЄСПЛ Delfi AS проти Естонії та Magyar Tartalomszolgáltatók Egyesülete та Index.hu Zrt проти Угорщини, які окреслили рамки для оцінки відповідальности посередників на цифрових платформах.
У справі Delfi AS проти Естонії ЄСПЛ застосував аналіз пропорційности, коли розглядав, чи було рішення естонських судів про притягнення онлайн-платформи Delfi до відповідальности за ворожнечу, розміщену її користувачами, пропорційним обмеженням права Delfi на свободу вираження поглядів. Суд визнав, що, враховуючи серйозний характер ненависти, дії естонських судів були виправданими для захисту прав інших. Іншими словами, ЄСПЛ підтвердив відповідальність онлайн-платформ за розповсюдження ненависті їхніми користувачами, підкресливши, що можна очікувати, що платформи вживатимуть проактивних заходів для контролю вмісту, коли існує явний ризик заподіяння шкоди від незаконних коментарів. Цей випадок підкреслив відповідальність платформ щодо запобігання поширенню шкідливого контенту.
З іншого боку, справа MTE та Index.hu проти Угорщини проілюструвала тонкі межі свободи слова на цифрових платформах. Застосовуючи аналіз пропорційности, ЄСПЛ встановив, що угорські суди не змогли знайти справедливий баланс між захистом репутації та забезпеченням свободи слова. Угорські суди наклали сувору відповідальність на платформи за коментарі користувачів, які були образливими, але не мали мову ненависти, що є непропорційним втручанням у право платформ на свободу вираження поглядів. ЄСПЛ постановив, що накладання суворої відповідальности на платформи за коментарі користувачів без урахування характеру коментарів або контексту, у якому вони були зроблені, може порушити свободу вираження поглядів. Це рішення підкреслило необхідність балансу між захистом репутації та дотриманням свободи слова на цифрових платформах.
Ці рішення ЄСПЛ забезпечили важливі правові прецеденти, які сформували процес прийняття рішень Європейським Союзом у рамках DSA. Зокрема, DSA спирається на розмежування ЄСПЛ між різними типами незаконного контенту, а також на аналіз пропорційности в обох випадках, включивши нюанси щодо відповідальности посередників і гарантуючи, що заходи, вжиті платформами, необґрунтовано не обмежують свободу вираження думок користувачів та інформацію.

## Реакції
Реакція мас-медіа на Акт про цифрові послуги була неоднозначна. У січні 2022 року редакційна колегія The Washington Post заявила, що США можуть повчитися на цих правилах, тоді як інформаторка Френсіс Гауґен заявила, що це може встановити «золотий стандарт» регулювання в усьому світі. Технічна журналістка Кейсі Ньютон стверджувала, що DSA сформує технологічну політику США (див. також Брюссельський ефект). Майк Маснік з Techdirt похвалив DSA за забезпечення права анонімно оплачувати цифрові послуги, але розкритикував акт за відсутність положень, які вимагали б судового рішення для видалення незаконного контенту.
Науковці почали критично розглядати Акт про цифрові послуги. Деякі науковці висловлюють занепокоєння, що Акт про цифрові послуги може бути надто жорстким, занадто приписаним, надмірно зосередженим на індивідуальних рішеннях щодо контенту або нечітких оцінках ризиків.
Організації громадянського суспільства, такі як Electronic Frontier Foundation, закликають до посилення захисту конфіденційности. Human Rights Watch вітає прозорість і засоби правового захисту для користувачів, але закликає припинити зловживання стеженням і профілюванням. Amnesty International привітала багато аспектів пропозиції щодо балансу основних прав, але також попросила подальших обмежень на рекламу. Правозахисна організація Avaaz порівняла Акт про цифрові послуги з Паризькою угодою щодо зміни клімату.
Після нападу ХАМАС на Ізраїль у 2023 році Тьєррі Бретон написав публічні листи X, Meta Platforms, TikTok і YouTube про те, як їхні платформи дотримуються DSA щодо контенту, пов’язаного з конфліктом і майбутніми виборами. Лабораторія цифрових криміналістичних досліджень Атлантичної ради повідомила, що листи Бретона не відповідали процесам DSA, а група захисту цифрових прав Access Now розкритикувала листи Бретона за «хибний еквівалент» між незаконним контентом і дезінформацією.
Технічні компанії неодноразово критикували тяжкість правил і ймовірну нечіткість Акту про цифрові послуги, хоча їх звинувачували в лобіюванні з метою підірвати деякі з більш далекосяжних вимог законодавців, зокрема щодо заборони цільової реклами, і також гучні вибачення Сундара Пічаї перед Бретоном за витік планів Google лобіювання проти акту про цифрові послуги.
Двопартійна група американських сенаторів назвала DSA та DMA дискримінаційними, стверджуючи, що законодавство «зосереджуватиметься на правилах, що стосуються кількох американських компаній, але не регулюватиме подібні компанії в Європі, Китайській Народній Республіці, Російській Федерації та інших державах». Зокрема, після затримання Павла Дурова у Франції в 2024 році через відмову Telegram модерувати канали й групи, викликала підозри в Європейській комісії щодо того, чи не бреше онлайн-платформа про кількість своїх користувачів з метою уникнення поширення Акту про цифрові послуги на багатоплатформовий месенджер. Об’єднаний дослідницький центр, який є науковою службою при Європейській комісії, розпочав незалежне дослідження щодо кількости користувачів, адже Telegram став місцем для шахрайства, поширення дитячої порнографії та зловмисного програмного забезпечення, торгівлі наркотиками та зброєю.
DSA здебільшого схвально сприйняв європейський медіа-сектор. Через вплив, який «брамники» (ґейткіпери) мають на вибір і контроль видимости певних журналістських статей над іншими через свої онлайн-платформи, Європейська федерація журналістів закликала законодавців Європейського Союзу ще більше підвищити прозорість систем рекомендацій платформ через DSA.
Тим не менш, пізніші міжінституційні переговори щодо DSA, або трилоги, були піддані критиці за відсутність прозорости та рівноправної участи. Ця критика відображає попередній досвід розробки Регламенту щодо запобігання поширенню терористичного контенту в Інтернеті, а також Загального регламенту захисту даних (GDPR).
Шведський член Європейського парламенту Джессіка Стеґруд стверджувала, що зосередженість DSA на запобіганні поширенню дезінформації та «шкідливого контенту» підірве свободу слова.